# ایما دو کون

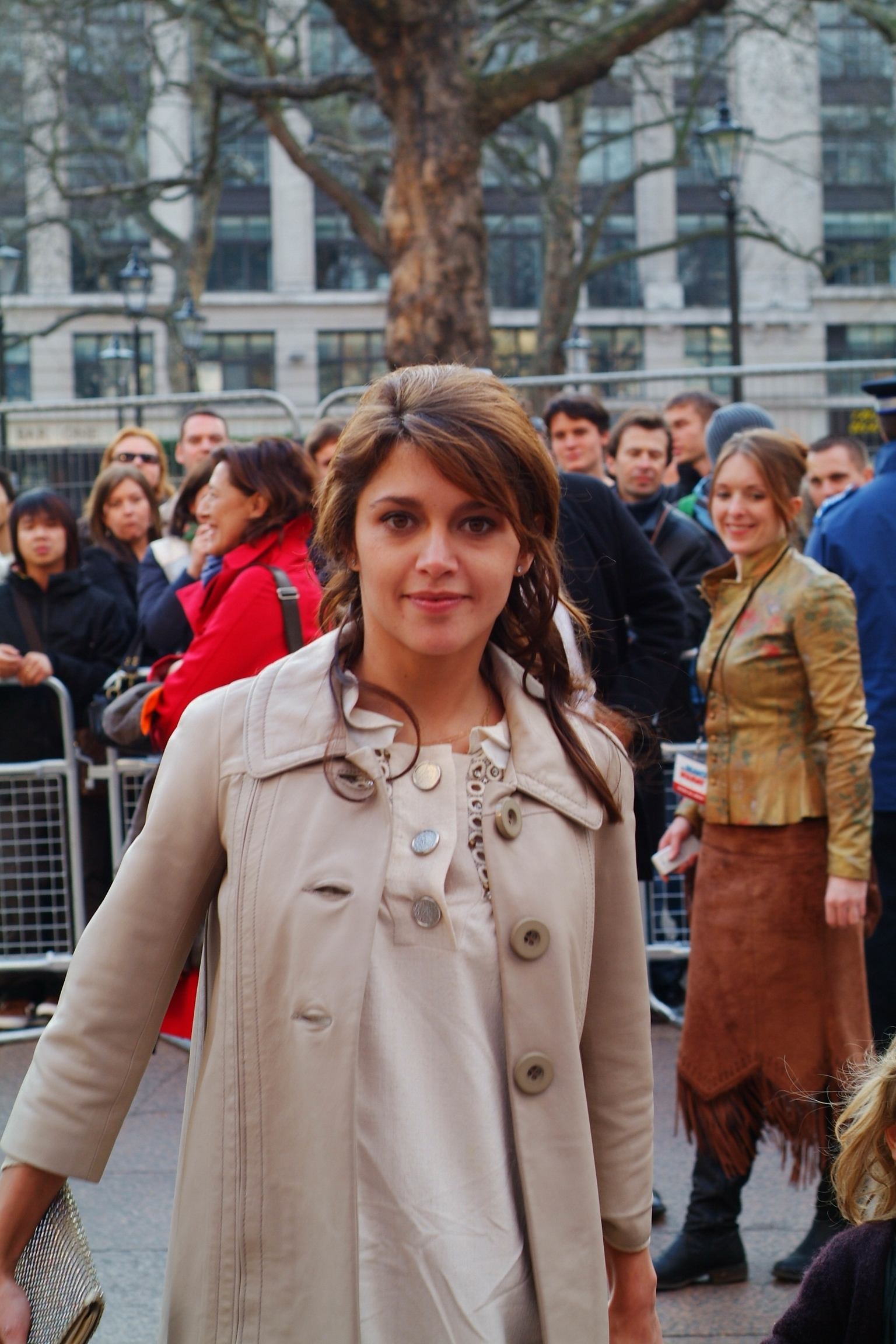
ایما دکون در تعطیلات آقای بین

ایما دو کون (فرانسوی: Emma de Caunes‎؛ زاده ۹ سپتامبر ۱۹۷۶) بازیگر سینمای فرانسه است. در دیگر کشورها، او را به دلیل بازی در فیلم تعطیلات آقای بین می‌شناسند.

## زندگی
ایما در پاریس زاده شد. پدرش آنتوان دو کون، بازیگر و کارگردان، و مادرش گیل رویل نیز کارگردان بود. در سال ۲۰۰۱، او با سینکلر ازدواج کرد و از او صاحب فرزندی به‌نام نینا شد ولی بعد از او جدا شد. در سال ۲۰۱۱ او با نویسنده کمیک، جمی هیولت ازدواج کرد.
در سال ۱۹۹۵ مدرک کارشناسی خود را دریافت کرد. فعالیت بازیگری وی از سال ۱۹۹۷ آغاز شد و در همان سال جایزه بهترین بازیگر زن را از فستیوال فیلم پاریس دریافت کرد. همچنین در سال ۱۹۹۸، او موفق به گرفتن جایزه سزار شد.

## فیلم‌شناسی
- لباس غواصی و پروانه
- آستریکس و اوبلیکس: مأموریت کلئوپاترا
- تعطیلات آقای بین
- عصر ظلمت